# 2020-21シーズンのフィラデルフィア・セブンティシクサーズ
2020-21シーズンのフィラデルフィア・76ersは全米バスケットボール協会(NBA)のフランチャイズ72年目のシーズン。シーズンオフの2020年10月3日、ブレット・ブラウンから前ロサンゼルス・クリッパーズHCであるドック・リバースに監督が替わったシーズンだった。
COVID-19の影響で試合数が短縮されたこのシーズン(通常82試合が72試合に変更)、セブンティシクサーズはレギュラーシーズンを49勝23敗で終え、ブルックリン・ネッツに1ゲーム差をつけイースタン・カンファレンス首位で通過した(2000-01シーズン56勝26敗で終了して以来)。
プレーオフ1回戦はワシントン・ウィザーズを4勝1敗で下すものの、カンファレンス準決勝でアトランタ・ホークス相手に5試合目で最大26点を許された試合があり(最終的には3点差で敗北)、結果3勝4敗でプレーオフを去ることとなった。

## ドラフト
| 巡 | 指名順 | 選手名               | ポジション | 国籍           | 出身校など             |
| -- | ------ | -------------------- | ---------- | -------------- | ---------------------- |
| 1  | 21     | タイリース・マクシー | PG         | アメリカ合衆国 | ケンタッキー大学       |
| 2  | 34     | テオ・マレドン       | PG         | フランス       | アスヴェル・バスケット |
| 2  | 36     | タイラー・ベイ       | SF         | アメリカ合衆国 | コロラド大学           |
| 2  | 49     | アイザイア・ジョー   | SG         | アメリカ合衆国 | アーカンソー大学       |
| 2  | 58     | ポール・リード       | PF         | アメリカ合衆国 | デポール大学           |